# Brasilsat B1
Der im Jahr 1994 gestartete Brasilsat B1 ist ein ehemaliger Rundfunksatellit der brasilianischen Telekommunikationsgesellschaft Embratel. Ab Dezember 2000 war das neugegründete Tochterunternehmen Star One für den Betrieb verantwortlich.

## Empfang
Brasilsat B1 konnte in ganz Amerika außer Alaska sowie der iberischen Halbinsel und dem Nordwesten Afrikas empfangen werden. Die Übertragung erfolgte im C-Band. Im Dezember 2010 wurde der Satellit in den Friedhofsorbit versetzt.